# Fragments of Insanity
Fragments of Insanity è il secondo album del gruppo thrash metal italiano Necrodeath, pubblicato nel 1989.

## Brani
1. Choose Your Death  - 5:23
2. Thanatoid - 4:34
3. State of Progressive Annihilation - 4:25
4. Metempsycosis - 3:59
5. Fragments of Insanity - 5:14
6. Enter my Subconscious - 4:24
7. Stillbirth - 4:19
8. Eucharistical Sacrifice - 4:32

## Formazione
- Ingo - voce
- Peso - batteria
- Claudio - chitarra
- Paolo - basso